# Germán Pagador Blondet
Germán Pagador Blondet (Lima, 1900-1992) fue un militar y político peruano. General del Ejército del Perú. Fue Ministro de Gobierno y Policía del Perú de 1962 a 1963, durante el gobierno de la Junta Militar presidida sucesivamente por los generales Ricardo Pérez Godoy y Nicolás Lindley López. 

## Biografía
Nació en Lima, siendo hijo de Mariano Pagador Cisneros y María Blondet Moyano. Ingresó a la Escuela Militar de Chorrillos, de donde egresó como alférez de caballería.
Durante el segundo gobierno de Manuel Prado Ugarteche fue ascendido al rango de General de Brigada, por resolución legislativa del Congreso, de enero de 1962. Fue comandante general de la 1.ª Brigada de Caballería en 1962, así como jefe de Estado Mayor del Ejército Peruano.
El 10 de octubre de 1962 juró como ministro de Gobierno y Policía de la Junta Militar de Gobierno presidida por el general Ricardo Pérez Godoy. Reemplazó en dicho cargo al general Juan Bossio Collas, que había ejercido apenas dos meses.
Cuando en febrero de 1963 asumió la presidencia de la Junta de Gobierno el general Nicolás Lindley, Pagador se mantuvo en su cargo de ministro, hasta el fin del gobierno, el 28 de julio del mismo año, cuando se produjo el traspaso del poder al gobierno constitucional de Fernando Belaunde Terry.
De su paso por el despacho de Gobierno se recuerda su nombramiento como alcaldesa de Lima de la señora Anita Fernandini de Naranjo, la primera mujer que estuvo al frente del municipio limeño, en marzo de 1963.
En 1964, ya bajo el primer gobierno de Fernando Belaunde, instigó y dirigió el desarrollo de un vasto ejercicio contrainsurgente denominado “Operación Ayacucho”, en colaboración con las fuerzas armadas de varios países del continente, y en el contexto del estallido de guerrillas de inspiración marxista. Se realizó en Lima, entre el 6 y 7 de diciembre, como parte de la celebración de los 140 años de la batalla de Ayacucho.